# Listă de drapele
Această galerie de drapele de state suverane prezintă drapelele statelor suverane consemnate în lista de state suverane. Pentru drapelele altor națiuni, vezi Listă de drapele ale națiunilor care nu sunt suverane. Fiecare drapel este afișat astfel încât catargul ar fi poziționat în stânga, cu excepția celui al Saharei de Vest.

## A
| Cuprins: A B C D E F G H I J K L M N O P Q R S T U V W X Y Z |

## B
| Cuprins: A B C D E F G H I J K L M N O P Q R S T U V W X Y Z |

## C
| Cuprins: A B C D E F G H I J K L M N O P Q R S T U V W X Y Z |

## D
| Cuprins: A B C D E F G H I J K L M N O P Q R S T U V W X Y Z |

## E
| Cuprins: A B C D E F G H I J K L M N O P Q R S T U V W X Y Z |

## F
| Cuprins: A B C D E F G H I J K L M N O P Q R S T U V W X Y Z |

## G
| Cuprins: A B C D E F G H I J K L M N O P Q R S T U V W X Y Z |

## H
| Cuprins: A B C D E F G H I J K L M N O P Q R S T U V W X Y Z |

## I
| Cuprins: A B C D E F G H I J K L M N O P Q R S T U V W X Y Z |

## J
| Cuprins: A B C D E F G H I J K L M N O P Q R S T U V W X Y Z |

## K
| Cuprins: A B C D E F G H I J K L M N O P Q R S T U V W X Y Z |

## L
| Cuprins: A B C D E F G H I J K L M N O P Q R S T U V W X Y Z |

## M
| Cuprins: A B C D E F G H I J K L M N O P Q R S T U V W X Y Z |

## N
| Cuprins: A B C D E F G H I J K L M N O P Q R S T U V W X Y Z |

## O
| Cuprins: A B C D E F G H I J K L M N O P Q R S T U V W X Y Z |

## P
| Cuprins: A B C D E F G H I J K L M N O P Q R S T U V W X Y Z |

## Q
| Cuprins: A B C D E F G H I J K L M N O P Q R S T U V W X Y Z |

## R
| Cuprins: A B C D E F G H I J K L M N O P Q R S T U V W X Y Z |

## S
| Cuprins: A B C D E F G H I J K L M N O P Q R S T U V W X Y Z |

## T
| Cuprins: A B C D E F G H I J K L M N O P Q R S T U V W X Y Z |

## U
| Cuprins: A B C D E F G H I J K L M N O P Q R S T U V W X Y Z |

## V
| Cuprins: A B C D E F G H I J K L M N O P Q R S T U V W X Y Z |

## Y
| Cuprins: A B C D E F G H I J K L M N O P Q R S T U V W X Y Z |

## Z
| Cuprins: A B C D E F G H I J K L M N O P Q R S T U V W X Y Z |

## Listă de drapele ale națiunilor care nu sunt suverane
Această galerie prezintă drapelele statelor cu recunoaștere limitată.
| Cuprins: A B C D E F G H I J K L M N O P Q R S T U V W X Y Z |